# Ровербела
Ровербела (итал. Roverbella) је насеље у Италији у округу Мантова, региону Ломбардија.
Према процени из 2011. у насељу је живело 3864 становника. Насеље се налази на надморској висини од 41 м.

## Становништво
Према резултатима пописа становништва 2011. у општини је живело 8.500 становника.
| 1931. | 1936. | 1951. | 1961. | 1971. | 1981. | 1991. | 2001. | 2011. |
| ----- | ----- | ----- | ----- | ----- | ----- | ----- | ----- | ----- |
| 7.439 | 7.922 | 9.256 | 8.422 | 8.018 | 7.770 | 7.377 | 7.693 | 8.500 |